# Morengo
Morengo är en ort och kommun i provinsen Bergamo i regionen Lombardiet i Italien. Kommunen hade 2 527 invånare (2018).